# Сутула Максим Григорович
Максим Григорович Сутула (нар. 10 грудня 1987, Іркліїв, Чорнобаївський район, Черкаська область, УРСР) — український футболіст, нападник аматорського клубу «Златокрай» (Золотоніський р-н).

## Життєпис
Народився в Чорнобаї, вихованець місцевої ДЮСШ. Влітку 2007 року перейшов у «Кремінь». Дебютував у футболці кременчуцького клубу 10 квітня 2017 року в переможному (1:0) домашньому поєдинку 19-о туру групи Б Другої ліги проти криворізького «Гірника». Максим вийшов на поле в стартовому складі, на 11-й хвилині відзначився дебютним голом у складі свого клубу, а на 77-й хвилині його замінив Дмитро Волошин. У футболці «Кременя» в Другій лізі зіграв 98 матчів та відзначився 14-а голами, ще 4 матчі (3 голи) провів у кубку України. Під час зимової перерви сезону 2011/12 років залишив розташування кременчуцького клубу.
З 2016 року виступає за аматорський клуб «Колос» (Чорнобай).
Одружений, має сина.

## Статистика виступів

### Клубна
Станом на 28 червня 2010
| Клуб      | Сезон   | Ліга  | Ліга | Кубок | Кубок | Загалом | Загалом |
| Клуб      | Сезон   | Матчі | Голи | Матчі | Голи  | Матчі   | Голи    |
| --------- | ------- | ----- | ---- | ----- | ----- | ------- | ------- |
| «Кремінь» | 2006-07 | 11    | 3    | 0     | 0     | 11      | 3       |
| «Кремінь» | 2007-08 | 30    | 3    | 2     | 2     | 30      | 3       |
| «Кремінь» | 2008-09 | 30    | 7    | 1     | 1     | 30      | 7       |
| «Кремінь» | 2009-10 | 8     | 1    | 0     | 0     | 0       | 0       |
| «Кремінь» | Загалом | 79    | 14   | 3     | 3     | 82      | 17      |
| Кар'єра   | Загалом | 79    | 14   | 3     | 3     | 82      | 17      |